# Anacleto
Anacleto ist ein männlicher Vorname.

## Herkunft und Bedeutung
Anacleto ist die italienische, spanische und portugiesische Form des von dem griechischen Namen Ανακλητος (Anakletos) abgeleiteten lateinischen Anacletus mit der Bedeutung „erfleht“.

## Namensträger
- Anacleto Angelini (1914–2007), italienisch-chilenischer Unternehmer
- Anacleto Bento Ferreira (* 1971), osttimoresischer Jurist, Beamter und Politiker
- Anacleto Chicaro (1816–1893), italienischer Ordensgeistlicher und römisch-katholischer Apostolischer Vikar von Ägypten
- Anacleto Cordeiro Gonçalves de Oliveira (1946–2020), portugiesischer Geistlicher und römisch-katholischer Bischof
- Anacleto Freitas (* 1973), osttimoresischer Politiker
- Anacleto Jiménez (* 1967), spanischer Langstreckenläufer
- Francisco Anacleto Louçã (* 1956), portugiesischer Wirtschaftswissenschaftler und Politiker
- Anacleto de Medeiros (1866–1907), brasilianischer Musiker und Komponist
- Anacleto Pasetti, auch genannt Alexander Ivanovich Pasetti, (1850–1912), russischer Maler und Fotograf italienischer Herkunft
- Anacleto Pavanetto SDB (1931–2021), italienischer römisch-katholischer Ordensgeistlicher, Latinist und Neulateiner
- Anacleto Sima Ngua (1936–2018), äquatorialguineischer römisch-katholischer Bischof
- Anacleto Verrecchia (1926–2012), italienischer Philosoph, Kulturkritiker und Essayist